# 奧古斯特·納特爾
奧古斯特·納特勒（德語：August Natterer、1868年8月3日—1933年10月7日）是一名德國的非主流藝術畫家，他患有精神分裂症。並因記錄自己的幻覺而創作的令人毛骨悚然的精確的素描和繪畫，激發了20世紀初期超現實主義藝術家的靈感。

## 生平
納特勒於1868年8月3日出生在德國拉芬斯堡的舍恩羅伊特（Schornreute）地區，父親是文書，他是家中九個孩子中最小的一位。為了保護納特勒及其家人免於當時社會對精神障碍的嚴重污名化，他的精神科醫生為他取了「內特」這個化名。
納特勒曾學習工程學，結過婚，旅居各地，並在電工領域有著成功的職業生涯。然而，他的人生突然被妄想症和焦慮症狀所打斷。1907年4月1日，他經歷了一次關鍵性的幻觉，聲稱在短短半小時內看到了「一萬幅影像」，彷彿是末日審判的啟示。他這樣描述當時的情景：
我在雲端中看到一個純白的光點，四周的雲朵仿佛靜止了，白點則像一塊懸掛在天空中的木板。隨後，這塊木板、螢幕或舞台上開始閃現無數畫面，半小時內約有一萬幅……其中有神、創造世界的女巫，還有世俗的景象：戰爭、大陸、紀念碑、城堡、美麗壯觀的建築，彷彿是世界的榮光。但所有畫面都如同超凡脫俗的啟示，巨大如二十公尺般清晰，幾乎無色，像照片般黑白……這些影像是末日審判的顯現。基督未能完成救贖，因為他過早被釘上十字架……神向我揭示這些，為了完成救贖。
這次經歷導致他試圖自殺，隨後被送入精神病院，並在接下來的二十六年間多次被收治。此後，納特勒堅信自己是拿破崙一世的私生子，並自稱為「世界的救贖者」。他將幻覺中所見的影像與理念轉化為大量繪畫作品。
1933年，納特勒因心臟衰竭於罗特韦尔附近的一所療養院逝世。

## 藝術作品
納特勒被藝術史學者漢斯·普林茨霍恩收錄於其開創性的著作《精神病患者的藝術性》中，並被譽為「精神分裂症大師」之一。他的作品多為描繪1907年幻覺中所見「一萬幅影像」的嘗試，筆觸清晰、客觀，帶有技術繪圖的風格，這可能與他曾擔任電工的背景有關。
納特勒曾聲稱其作品《世界之軸與兔子》（Weltachse mit Hase）預示了第一次世界大戰。他解釋道，兔子象徵著「命運的無常」，畫中兔子在滾輪上奔跑，隨後轉變為斑馬（上半身有條紋），再變成玻璃製的驢子，最後驢子身上掛著一條餐巾，並被剃光毛髮。
此外，著名超現實主義藝術家马克斯·恩斯特的作品《俄狄浦斯王》（Oedipus Rex）亦深受納特勒的作品《奇蹟的牧羊人》（Miraculous Shepherd）啟發。

## 圖庫

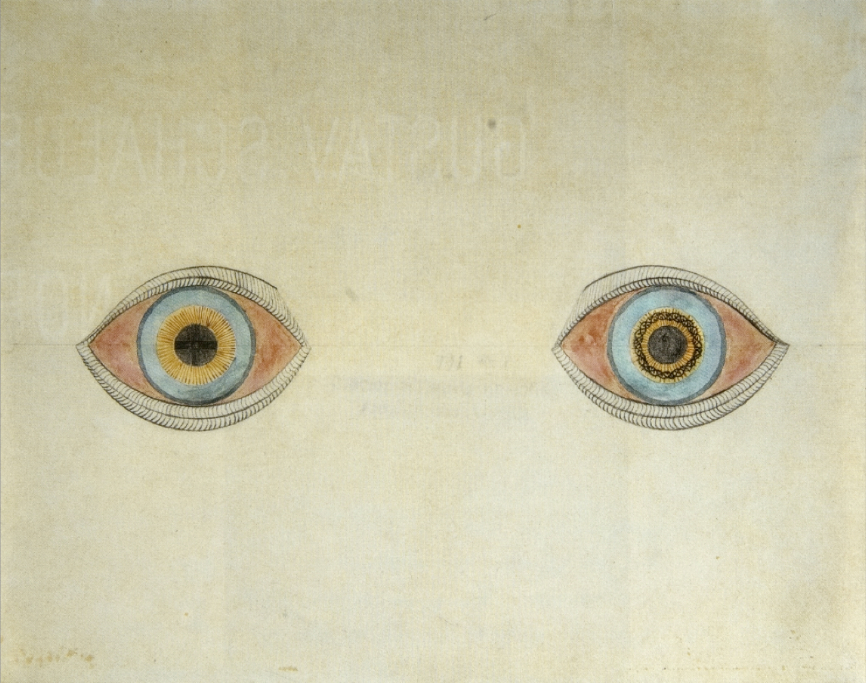
《我的眼睛在幻學出現的時刻》，1911年
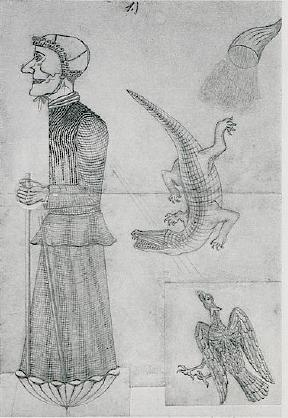
《女巫與鷹鱷魚和豐饒之角》，1911年
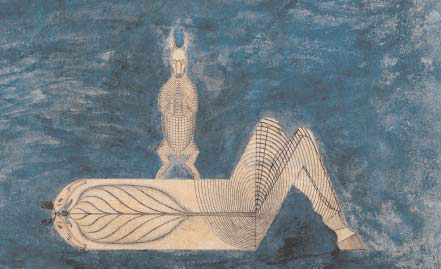
《世界之軸與兔子》，約1911-17年
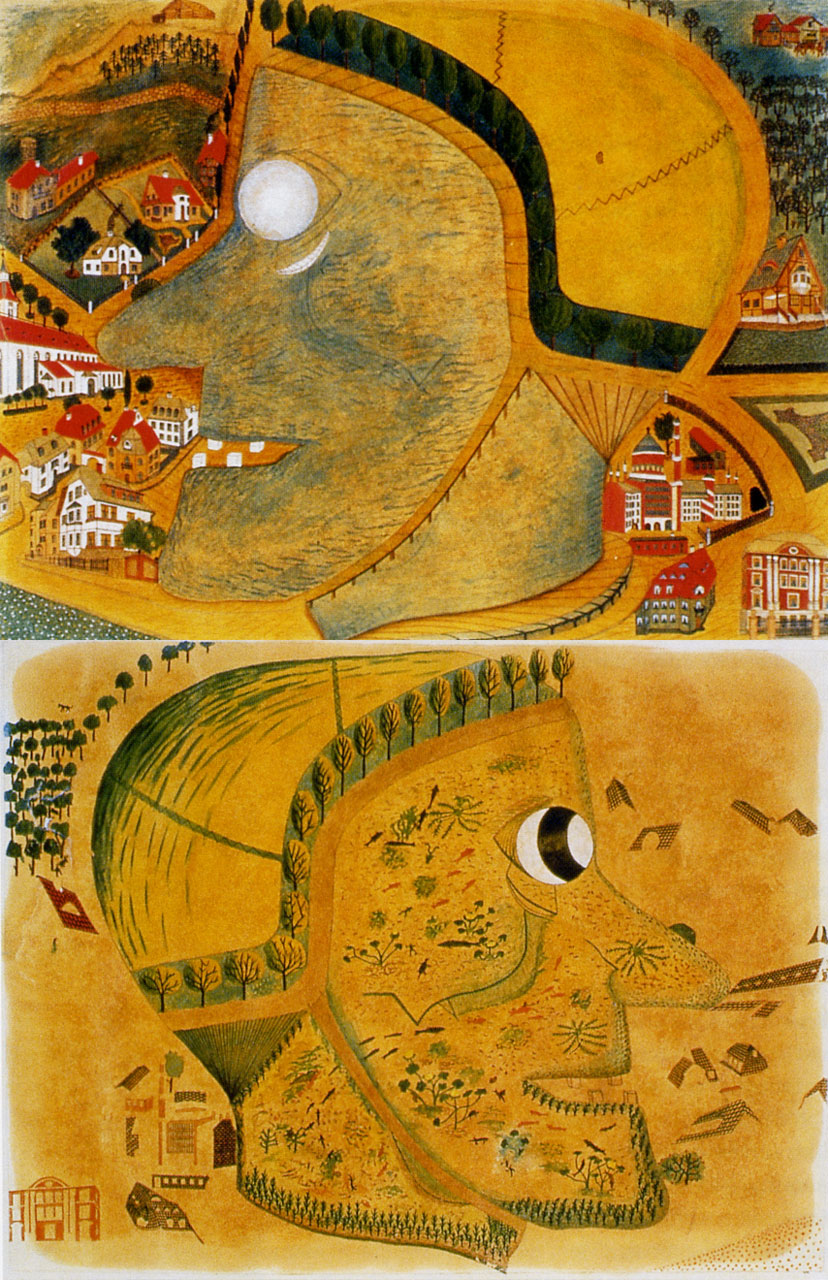
《女巫的頭》，1915年
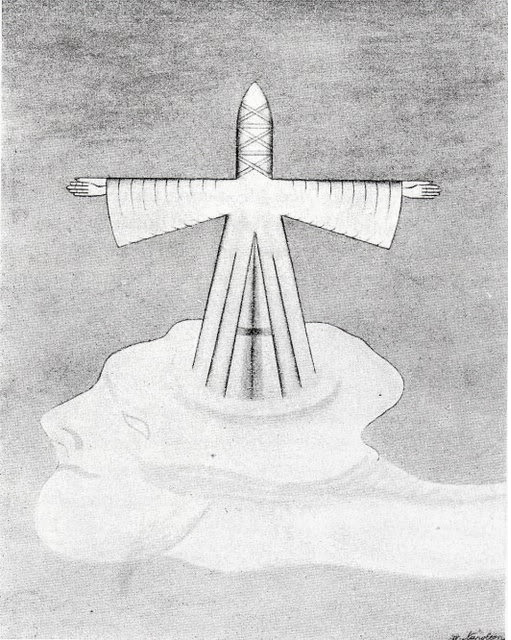
《反基督》，1917年
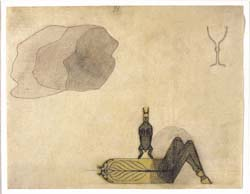
《世界之軸與兔子》，1919年
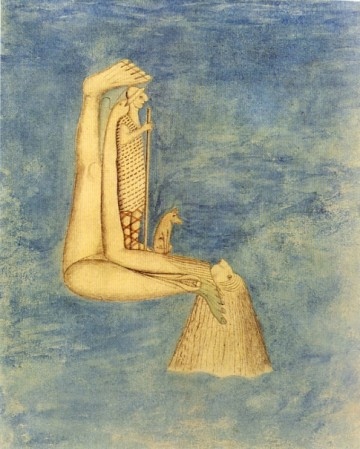
《奇蹟騎士》，1919年
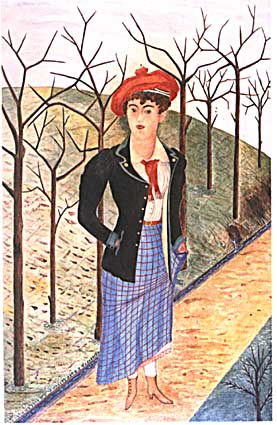
《一張「墳墓」的照片，被攝影師拍下來》，1920年
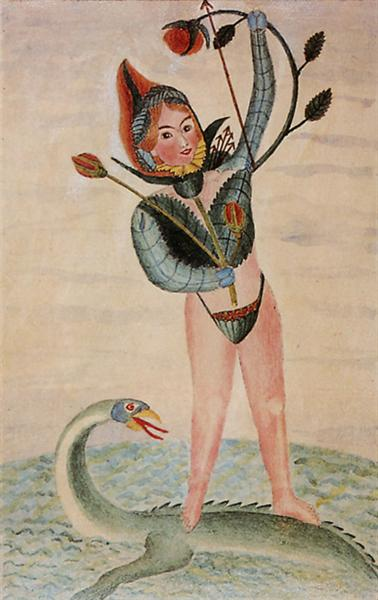
無題
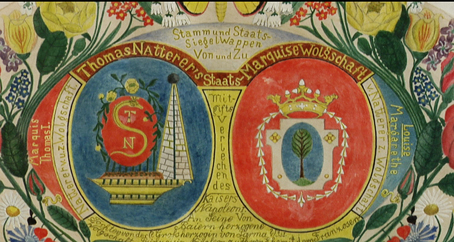
無題

## 另見
- 布萊恩·劉易斯·桑德斯（英语：Bryan_Lewis_Saunders）

## 外部連結
- 维基共享资源上的相關多媒體資源：奧古斯特·納特爾